# Vitalie Becker
Vitalie Becker (* 3. März 2005 in Bottrop) ist ein deutscher Fußballspieler auf der Position des linken Verteidigers. Seit der Saison 2024/25 steht er im Profikader des FC Schalke 04.

## Vereinskarriere
Becker wurde am 3. März 2005 in Bottrop geboren. Sein erster Fußballverein war der SV Zweckel, für welchen er von 2010 bis 2013 spielte. 2013 wechselte er in die Knappenschmiede, der Jugendabteilung des FC Schalke 04. 2022 holte er mit der U17 der Schalker die deutsche Meisterschaft.
Im Juni 2024 wurde bekannt, dass Becker einen Lizenzspielervertrag bis 2027 beim FC Schalke unterschrieben hat. Sein erstes Spiel für die Schalker U23 bestritt er am 27. Juli 2024 beim 2:0-Auswärtssieg gegen den SC Wiedenbrück. Sein Debüt für die Profimannschaft des FC Schalke 04 gab Becker am 1. August 2025 beim Auftaktspiel der 2. Bundesliga für die Saison 2025/26 gegen Hertha BSC. 

## Nationalmannschaft
Becker wurde 2021 von Marc-Patrick Meister in den Kader der deutschen U17 berufen und gab sein Länderspieldebüt am 12. November 2021 bei einem 2:1-Heimsieg gegen die U19 der Türkei. Ab 2023 spielte Becker nach seiner Berufung durch Christian Wörns für die deutsche U19 und debütierte für diese am 6. September 2023 beim 1:0-Heimsieg gegen die englische U19. Bis April 2025 folgten insgesamt vier weitere Einsätze für die Juniorenauswahl.

## Erfolge
- 2021/22: Deutscher B-Junioren-Meister